# Jane Lago

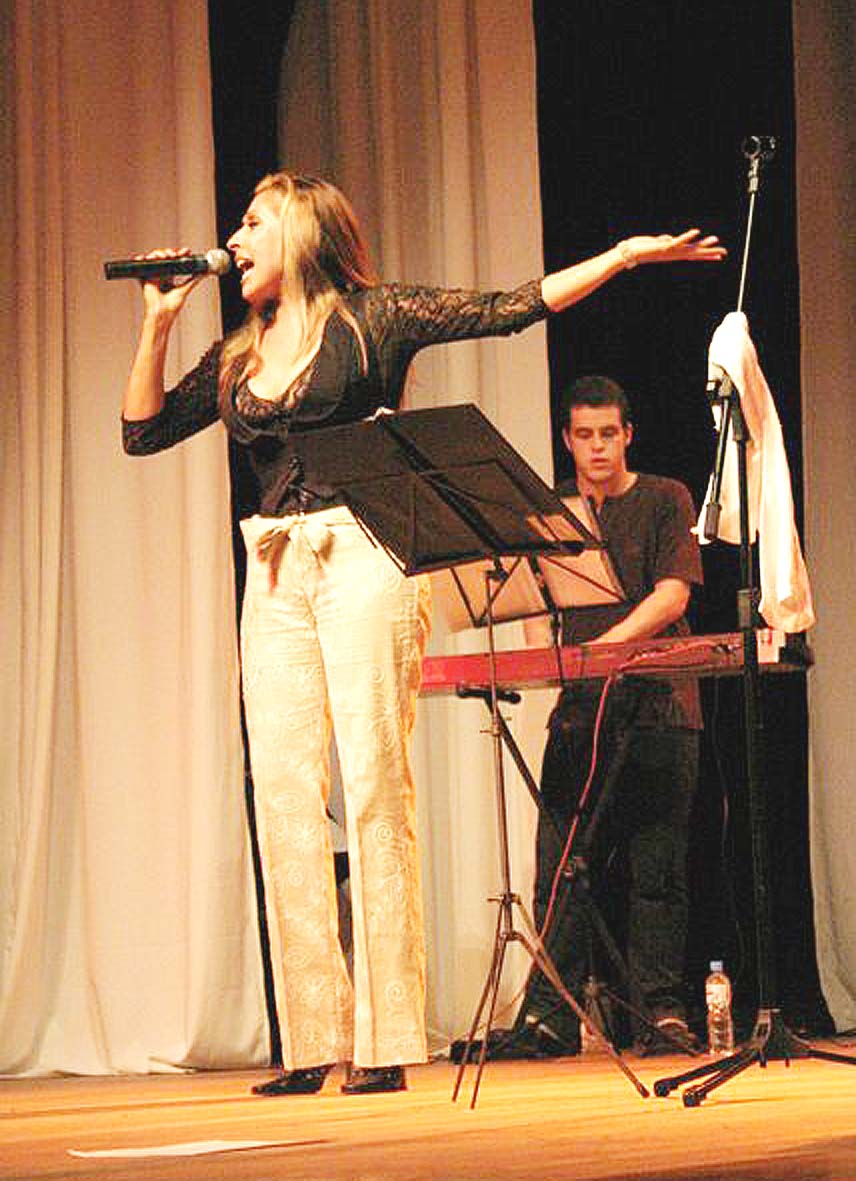
Jane Lago se apresenta no Teatro Santo Agostinho.

Jane Lago é uma cantora, compositora e atriz brasileira, nascida no município de Montes Claros, Minas Gerais. 

## Biografia
Na segunda metade dos anos 1980, ainda muito jovem, deu inicio à sua carreira, sendo dirigida por grandes nomes do cenário musical brasileiro como Abelardo Figueiredo, Osvaldo Sargentelli e José Prates que a apontaram, na ocasião, como uma das grandes revelações da nova geração de cantoras brasileiras. A “Divina” e consagrada cantora Elizeth Cardoso foi uma das primeiras a reconhecer o talento de Jane Lago e imediatamente tornou-se sua madrinha musical. Após diversas apresentações no Brasil, Jane Lago embarcou para a Europa, iniciando uma longa carreira internacional, apresentando-se em diversos países de vários continentes: África (Abdijan, Lages, Bouake, Nigéria), América Central (Cuba e Trinidad e Tobago), Ásia (Japão) e Europa (Itália e Grécia). Na Itália, em 2002, gravou o CD “Todos os Sinais” pelo selo Gimmis Records, trabalho em que mostra seu ecletismo e versatilidade como cantora, onde alterna gêneros musicais como balada, jazz, pop, dance, xote, blues, samba, bossa nova etc.
Em 2009 volta definitivamente ao Brasil e, de cara, ousa novamente, transformando-se na primeira cantora brasileira a realizar um show inteiro em homenagem à Raul Seixas, considerado o “pai do rock brasileiro”, justamente no  ano em que se completava vinte anos de sua morte (1945-1989). O espetáculo “Do Fundo do Baú – Um Raul Plural” mostra, em pouco mais de uma hora, toda a versatilidade e pluralidade musical, marcas do compositor baiano, e estreou em agosto daquele ano, no Teatro Santo Agostinho em São Paulo, com produção e direção geral do novo parceiro artístico de Jane Lago, o jornalista e dramaturgo Américo Nouman Jr.